# 李楷 (晋朝)
李楷（？—？），字雄方，赵郡平棘县（今河北省石家庄市赵县）人。

## 生平
李楷官至书侍御史，定居于平棘县南部，有李辑、李晃、李䒩、李劲、李叡五个儿子，都以兄弟友爱有美名，李晃、李䒩、李劲、李叡被当时的人称为四黄。

## 禁婚家
唐朝显庆四年，唐高宗下诏禁止包括李楷四个儿子后裔在内的七姓十家自己做主互相通婚。

## 家庭

### 曾祖
- 李恢，汉桓帝、汉灵帝时期隐居不仕，号有道大夫

### 祖父
- 李定，曹魏渔阳郡太守

### 父亲
- 李机，西晋国子博士，与三个兄弟李平、李隐、李保都以儒雅质朴而知名，当时称为“四括”

### 子女
- 李辑，高密郡太守
- 李晃，镇南府长史
- 李䒩
- 李劲，书侍御史
- 李叡，高平郡太守